# Ingrid Jansen
Ingrid Jansen (Nieuwegein, 11 februari 1983) is een Nederlands danseres, actrice en presentatrice. Nadat ze in 2004 de dansopleiding van Lucia Marthas had afgerond, speelde ze Monica in het televisieprogramma TopStars. In 2008 won ze de SBS6-dansshow Dancing Queen. Jansen presenteerde het RTL-Telekidsprogramma Hooi Hooi en is deelneemster aan het eerste seizoen Sterren Springen Schans op SBS6.

## Biografie
Jansen danst sinds haar kindertijd. Eenmaal toegelaten op de dansacademie van Lucia Marthas deed ze ervaring door te dansen achter artiesten als Jody Bernal, EliZe en diverse tv-programma's. Na haar studie danste ze met internationale artiesten als Shakira, Sugababes en werkte met de choreograaf van Michael Jackson.
Nadat Jansen in 2004 afstudeerde, speelde ze Monica in TopStars. Hieruit vloeide het dans- en zangduo Bo en Monica voort, waarmee zij samen met haar tegenspeelster Noi Pakon (Bo) enkele nummers uitbracht. In april 2006 brachten ze hun eerste single Gonna be a star uit, gevolgd door This is how we party in augustus. Het laatstgenoemde nummer werd ondersteund door een reclamecampagne op tv. De laatste single die het duo uitbracht was het kerstnummer Please, please, Santa.
In 2008 was Jansen te zien in Dancing Queen. Hiervan werd ze op 29 maart 2008 officieel uitgeroepen tot winnares. In de finale nam zij het op tegen Nana. Later was ze ook als danseres in andere televisieprogramma's te zien. Zo was ze een van de twee vaste danseressen die in iedere live-uitzending van Popstars 2009 de deelnemers begeleidde tijdens hun optredens.
Jansen presenteerde het kinderprogramma Club Kids op Net5 en zat in de jury van het programma Jetix Megatalent. In 2012 speelde ze de rol van burgemeester in de kinderserie Sinterklaas en het gevaar van de snoepfabriek.
In 2012 en 2013 is Jansen een van de jurycoaches van het AVRO-programma AVRO Junior Dance en in 2013 won ze de finale met het duo Kyra & Trijntje. Sinds 2012 is Ingrid een van de gezichten bij RTL Telekids. Voor de kinderzender presenteert ze onder andere Hooi Hooi (met Broer en bloem als Bloem) en Totally Fit Kidz met Mathijs Vrieze.Ook behaalde de finale van het SBS6-programma Sterren Springen Schans.
Sinds 2014 is Jansen presentator van de muziekzender Xite daar presenteert ze op donderdag en vrijdag Daily Noice en presenteerde ze ook de genomineerde van de Xite awards. Ook was ze de presentatrice op donderdagavond bij Lucky13 in de Gameroom-app. In 2022 deed Jansen mee aan het televisieprogramma De Alleskunner VIPS waar ze als 11de is geëindigd.
Sinds 2023 is Jansen elke werkdag te horen tussen 06.00 en 10.00 uur in het programma Giorgio & Ingrid samen met Giorgio Hokstam op 100% NL.

### Filmografie
Ingrid Jansen is te zien in de Nederlandse dansfilm Body Language uit 2011. In 2012 speelde ze een gastrol in On Tour als Josefien, het nichtje van Daan. In 2016 was ze als de journalist te zien tijdens The Passion 2016.
- Système universitaire de documentation: 180779265
- Virtual International Authority File: 310753374